# (9944) 1990 DA3
(9944) 1990 DA3 (1990 DA3, 1993 VD8, 1995 FT6) — астероїд головного поясу, відкритий 24 лютого 1990 року.
Тіссеранів параметр щодо Юпітера — 3,308.